# Norrie May-Welby

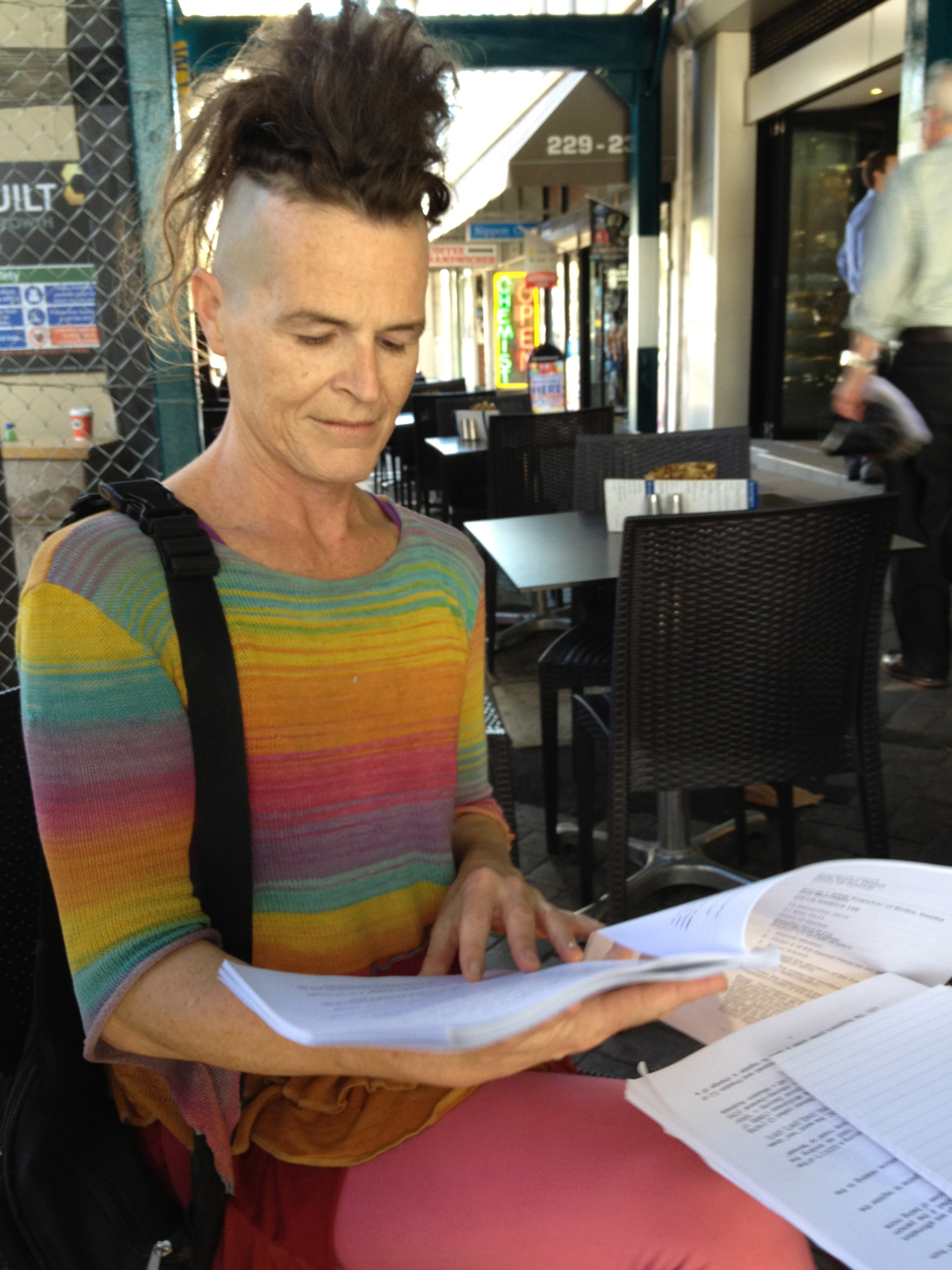
Norrie May-Welby (Sydney 2013)

Norrie May-Welby (geb. 23. Mai 1961 in Paisley, Renfrewshire, Schottland als Bruce Norrie Watson) ist britisch-australischer Nationalität, gestaltet Cartoons und erstritt 2014 in Australien gerichtlich, weder als Mann noch als Frau personenstandsrechtlich registriert zu sein.

## Leben
Norrie wurde als Junge in Schottland geboren. Sieben Jahre später wanderten die Eltern mit ihrem Sohn nach Australien aus. Im Jahr 1989 unterzog sich Norrie einer geschlechtsangleichenden Operation und wurde amtlich als Frau registriert. Nach einiger Zeit aber lehnte Norrie ab, weiterhin entsprechende Hormone einzunehmen. In Norrie reifte der Entschluss, fortan weder als Frau noch als Mann zu leben. Die Hamburger Zeit schrieb 2010: „Als Neutrum sieht Norrie May-Welby sich nicht: ‚Ich trete weiblichen Freunden als weiblich gegenüber, schwulen Freunden als eine Queen wie sie.‘“ Norrie selbst möchte, dass keine Geschlechtsangabe erfolgt (oder nichtbinär) und bezeichnet sich als „androgyn anarchistisch“ (vergleiche Postgenderismus). Der Nachname May-Welby klingt wie may-well be: „könnte auch sein“, entsprechend ist ein eigener Blog übertitelt: „I who may well be…“.
Norrie wohnt in Sydney, Australien. Nach den bevorzugten Pronomen gefragt, erklärt Norrie im März 2019, sowohl mit weiblichen als auch mit dem singularen they (im Deutschen unübersetzbar) einverstanden zu sein.

## Amtliches
Zunächst hatte Norrie May-Welby unter diesem Namen im Jahr 2010 beim Melderegister des australischen Bundesstaates New South Wales (NSW Registry of Births, Deaths and Marriages) ein Formular auf Änderung des Geschlechtseintrags für Eingewanderte eingereicht, nachdem die Regierung zuvor eine solche schließlich auch für Einwanderer zugelassen hatte (gedacht für transgeschlechtliche Personen). Norries Wunsch, den Eintrag ausdrücklich leer zu lassen, hatte die Behörde entsprochen und ein Dokument ausgestellt mit dem Text sex not specified („Geschlecht nicht spezifiziert“). Im Anschluss wollte Norrie auch einen entsprechenden Eintrag im Reisepass erreichen. Doch einige Monate später korrigierte das Registeramt die Maßnahme, es sei ein Fehler unterlaufen und Norrie müsse sich entscheiden: Ohne Einordnung als „männlich“ oder „weiblich“ könne nicht am allgemeinen Rechtsverkehr teilgenommen werden.
Nach jahrelangen Klagen durch mehrere Instanzen urteilte der Oberste Gerichtshof Australiens in der Hauptstadt Canberra im März 2014 abschließend, die Zuordnung als Mann oder Frau sei nicht zwingend notwendig, zulässig sei auch ein Geschlechtseintrag als non-specific („unspezifisch“). In fast allen rechtlichen Angelegenheiten habe das Geschlecht keine Bedeutung – außer in Bezug auf das australische Eherecht, nach dem nur Männer und Frauen heiraten können (2018 wurden auch gleichgeschlechtliche Ehen erlaubt). Die geforderte eigene, dritte Kategorie von Geschlecht als „intersexuell“ oder „transgender“ lehnte das Gericht allerdings ab. Dennoch erklärten die Richter: „nicht alle Menschen können geschlechtlich entweder als Mann oder Frau eingeordnet werden“ (not all human beings can be classified by sex as either male or female). Durch diese Entscheidung – obwohl zunächst nur für New South Wales verbindlich – entfiel auch der Zwang, im Falle eines Wechsels der Geschlechtszuordnung eine geschlechtsangleichende Operation nachweisen zu müssen.
 Heiratswunsch
Im Oktober 2015 wollten Norrie und Sam Choy heiraten, wurden aber vom Standesamt abgewiesen; schriftlich wurde auf das Eherecht verwiesen, in dem es hieße: „Eine Ehe ist die Verbindung von einem Mann und einer Frau“ (marriage is the union of a man and woman). Norrie plante, sich zur Möglichkeit des geschlechtsunabhängigen Heiratens an die Vereinten Nationen zu wenden. Im November 2017 beschloss das Australische Parlament mit der Einführung der gleichgeschlechtlichen Ehe eine geänderte Definition von Ehe: „die Verbindung zweier Personen“ (the union of two people).

## Erste Person mit unbestimmten Geschlecht
Obwohl Norrie noch im Sommer 2019 beansprucht, die erste Person weltweit zu sein, deren Geschlecht offiziell als „unspezifisch“ anerkannt sei, hat Alex MacFarlane einen australischen Geschlechtseintrag als „X“ nachweislich seit 2003. Einige Zeit vor Norrie hat Tony Briffa nach einem Wechselantrag ein australisches Dokument mit offengelassenem Geschlechtseintrag ausgestellt bekommen (siehe auch Rechtliche Anerkennung nichtbinärer Personen).

## Werk
- Unter der Künstlerbezeichnung „norrie mAy-welby“ gestaltet Norrie Cartoons für die Stadtviertelzeitung South Sydney Herald.[15]
- Im August 2019 erschien die Autobiografie im Selbstverlag unter dem Namen Norrie: UltraSex: (Beyond Division).[16]